# Лінвуд (Небраска)
Лінвуд (англ. Linwood) — селище (англ. village) в США, в окрузі Батлер штату Небраска. Населення — 94 особи (2020).

## Географія
Лінвуд розташований за координатами 41°24′44″ пн. ш. 96°55′56″ зх. д. / 41.41222° пн. ш. 96.93222° зх. д. (41.412194, -96.932279).  За даними Бюро перепису населення США в 2010 році селище мало площу 0,96 км², уся площа — суходіл.

## Демографія
Згідно з переписом 2010 року, у селищі мешкало 88 осіб у 38 домогосподарствах у складі 21 родини. Густота населення становила 91 особа/км².  Було 50 помешкань (52/км²).
Расовий склад населення:
| - 94,3 % — білих - 2,3 % — корінних американців |

До двох чи більше рас належало 3,4 %. Частка іспаномовних становила 5,7 % від усіх жителів.
За віковим діапазоном населення розподілялося таким чином: 29,5 % — особи молодші 18 років, 58,0 % — особи у віці 18—64 років, 12,5 % — особи у віці 65 років та старші. Медіана віку мешканця становила 31,5 року. На 100 осіб жіночої статі у селищі припадало 125,6 чоловіків;  на 100 жінок у віці від 18 років та старших — 129,6 чоловіків також старших 18 років.
Середній дохід на одне домашнє господарство  становив 45 198 доларів США (медіана — 36 875), а середній дохід на одну сім'ю — 44 761 долар (медіана — 42 500). Медіана доходів становила 35 000 доларів для чоловіків та 35 417 доларів для жінок. За межею бідності перебувало 20,4 % осіб, у тому числі 50,0 % дітей у віці до 18 років та 0,0 % осіб у віці 65 років та старших.
Цивільне працевлаштоване населення становило 52 особи. Основні галузі зайнятості: виробництво — 57,7 %, освіта, охорона здоров'я та соціальна допомога — 13,5 %, сільське господарство, лісництво, риболовля — 9,6 %, роздрібна торгівля — 5,8 %.